# Blattzikaden
Die Blattzikaden (Typhlocybinae) sind eine weltweit verbreitete, wahrscheinlich monophyletische Unterfamilie der Zwergzikaden (Cicadellidae) innerhalb der Hemipterenunterordnung der Rundkopfzikaden (Cicadomorpha). Es sind meist sehr kleine und zarte Insekten mit ausgeprägtem Sprungvermögen.

## Merkmale
Den meisten Arten der Blattzikaden fehlen trotz ihrer Flugfähigkeit die Ocellen. Es handelt sich um durchweg kleine und meist sehr schlanke und zarte Formen mit vielfältiger, oft lebhafter Färbung und Musterung. Die Insekten sind überwiegend langflügelig (makropter), wenige Arten haben verkürzte Hinterflügel. Die Aderung im basalen Teil der Vorderflügel ist im Gegensatz zum spitzen Drittel meist undeutlich und ohne Queradern beziehungsweise Verzweigungen. Die meisten Arten sind um 2 Millimeter lang; mitteleuropäischen Arten erreichen oft nicht mehr als 5 Millimeter Körperlänge. Die Artunterscheidung ist in vielen Gattungen nur anhand des Geschlechtsapparates der Männchen möglich.

## Lebensraum und Lebensweise

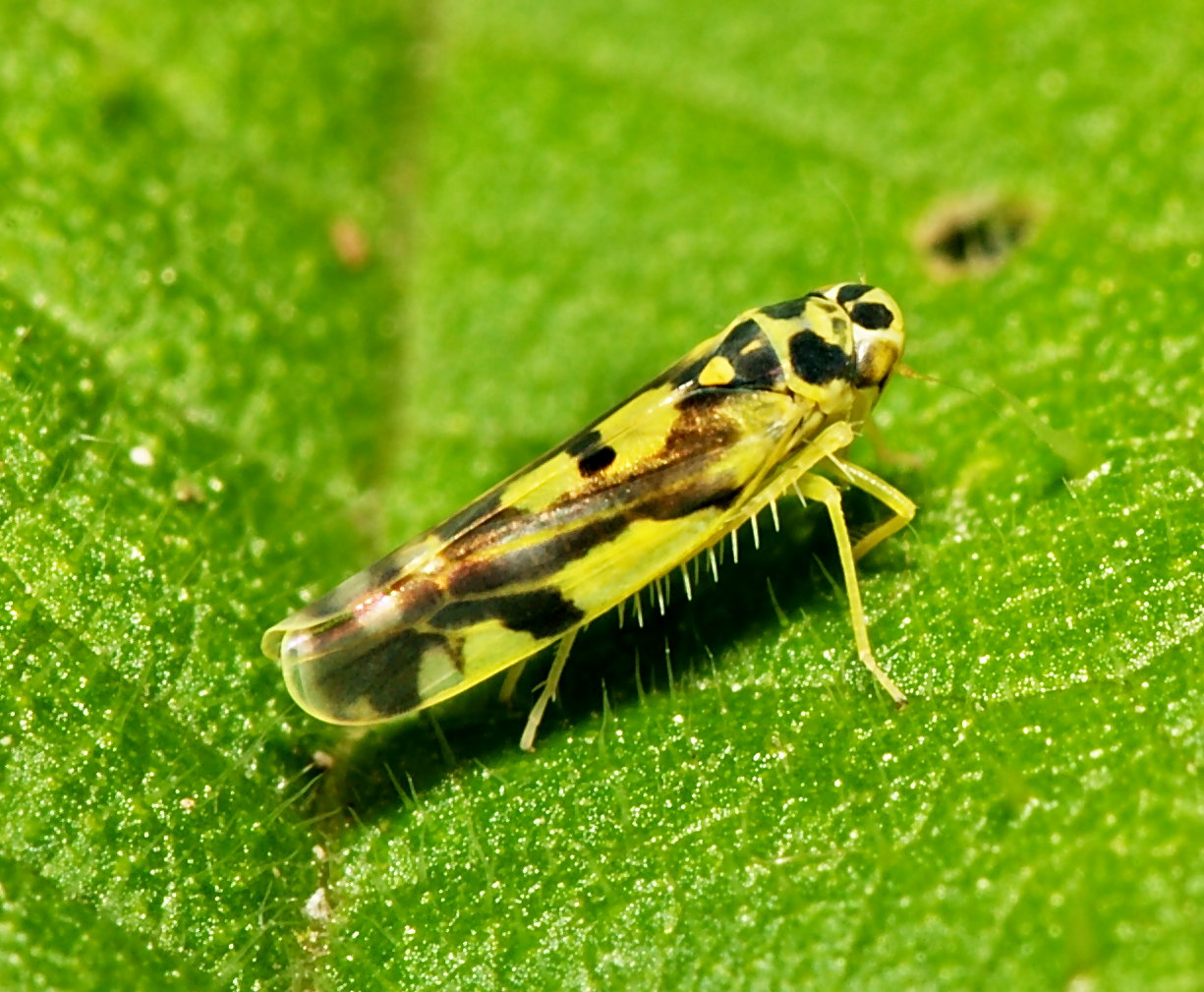
Gold-Blattzikade (Eupteryx aurata)

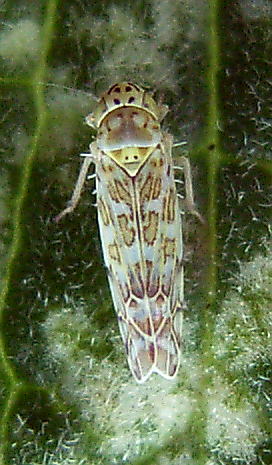
Ligurische Blattzikade (Eupteryx decemnotata) lebt an Gewürzkräutern.

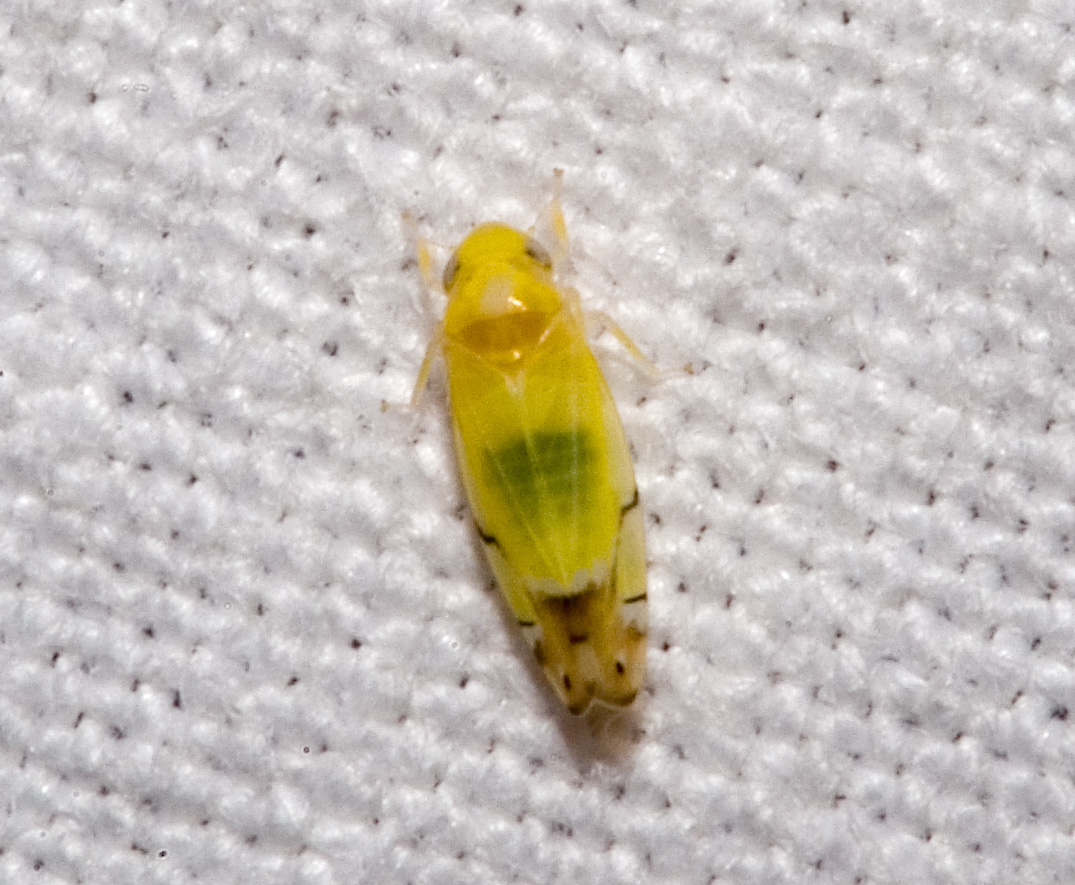
Schöne Elfenzikade (Eurhadina pulchella) lebt an Eichen.

Etliche Arten sind Besiedler verschiedener Laubgehölze zum Teil auch von Nadelgehölzen, sie sind arborikol. Andere Arten leben in der Krautschicht an Stauden und Kräutern, Zwergsträuchern sowie Süßgräsern und Farnen. Blattzikaden ernähren sich wie alle Zikaden saugend von Pflanzensäften (phytosug), welche sie mit ihren speziell gebauten Mundwerkzeugen aufnehmen. Sie besaugen die Zellverbände zwischen den Epidermisschichten der Blätter (Mesophyll).

## Fortpflanzung und Entwicklung
Die Paarung wird vom Männchen durch Verankerung der Genitalarmatur an derjenigen des Weibchens begonnen. Dabei sitzt das Männchen zunächst schräg neben dem Weibchen. Diese für andere Gruppen der Zikaden kennzeichnende V-Stellung wird bei den Blattzikaden nicht beibehalten. Nach der Verkopplung wird diese antagonistisch. Der Winkel vergrößert sich auf 180°, so dass das Männchen und das Weibchen mit einander abgewendeten Köpfen auf dem Substrat sitzen.
Blattzikaden sind hemimetabol. Die Entwicklung der Larven verläuft direkt. Die Larven und die erwachsenen Tiere besitzen prinzipiell dieselbe Körperstruktur. Mit zunehmendem Alter bilden und vergrößern sich die Anlagen für die Flügel und Genitalarmatur. Blattzikaden durchlaufen fünf Larvenstadien. Sie bilden in Zentraleuropa zwei Generationen, in Südeuropa auch drei eventuell mehr Generationen im Jahr. Sie überwintern im Eistadium.

## Taxonomie
Weltweit kommen ca. 3240 Arten in 79 Gattungen der Blattzikaden vor. In Europa kommen 382 Arten in 48 Gattungen vor, die in sechs Tribus eingeteilt werden. Die artenreichsten Gattungen aus Europa sind unter anderem Edwardsiana, Eupteryx, Kybos und Zygina. In Mitteleuropa kommen 219 Arten in 36 Gattungen vor, davon kommen 158 Arten in 34 Gattungen in Deutschland vor.

### Europäische Tribus und Artenauswahl
- Alebrini
- Dikraneurini
- Empoascini
  - Asymmetrasca decedens
  - Silberweiden-Blattzikade (Kybos virgator)
- Erythroneurini
  - Hakenblattzikade (Arboridia ribauti (Ossiannilsson, 1937))
  - Gemeine Feuerzikade (Zygina flammigera (Fourcroy, 1785))
  - Gemeine Johanniskrautzikade (Zygina hyperici)
  - Maisblattzikade (Zyginidia scutellaris)
- Typhlocybini
  - Bunte Erlenblattzikade (Eupterycyba jucunda (Herrich-Schäffer, 1837))
  - Eupteryx atropunctata (Goeze, 1778)
  - Gold-Blattzikade (Eupteryx aurata (Linnaeus, 1758))
  - Ligurische Blattzikade (Eupteryx decemnotata Rey, 1891)
  - Gartenblattzikade (Eupteryx florida Ribaut, 1936)
  - Kräuter-Blattzikade (Eupteryx melissae Curtis, 1837)
  - Ahornelfenzikade (Eurhadina loewii (Then, 1886))
  - Schöne Elfenzikade (Eurhadina pulchella (Fallén, 1806))
  - Buchenblattzikade (Fagocyba cruenta var. douglasii (Herrich-Schäffer, 1838))
  - Ribautiana tenerrima (Herrich-Schäffer, 1834)
  - Rosenzikade (Typhlocyba rosae (Linnaeus, 1758))
- Zyginellini

### Weitere Arten
- Empoasca fabae – Amerikanische Kartoffelzikade

## Wirtschaftliche Bedeutung
Etliche Arten der Blattzikaden sind potenzielle Schädlinge vor allem an Gewürz- und Heilkräutern. Bei sehr hoher Individuendichte der Zikaden kann die Saugtätigkeit zu einem Vitalitätsverlust und schließlich zum Absterben der Wirtspflanzen führen.

### Einzelquellen
Für Einzelaspekte werden folgende Quellen zitiert:
1. ↑  Typhlocybinae in der Fauna Europaea (Memento des Originals vom 8. Juni 2017 im Internet Archive)  Info: Der Archivlink wurde automatisch eingesetzt und noch nicht geprüft. Bitte prüfe Original- und Archivlink gemäß Anleitung und entferne dann diesen Hinweis., Stand 2. März 2015.
2. ↑  Werner E. Holzinger, Wolfgang Fröhlich, Heidi Günthart, Pavel Lauterer, Herbert Nickel, Andräs Orosz, Wolfgang Schedl, Reinhard Remane: Vorläufiges Verzeichnis der Zikaden Mitteleuropas (Insecta: Auchenorrhyncha). In: Beiträge zur Zikadenkunde. Band 1, 1997, S. 43–62 (zobodat.at [PDF; 122 kB], abgerufen am 17. August 2016).
3. ↑  Herbert Nickel und Reinhard Remane: Artenliste der Zikaden Deutschlands, mit Angabe von Nährpflanzen, Nahrungsbreite, Lebenszyklus, Areal und Gefährdung (Hemiptera, Fulgoromorpha et Cicadomorpha). Beiträge zur Zikadenkunde, 5, 2002, S. 27–64 (Volltext PDF, deutsch; 234 kB).
4. ↑  Herbert Nickel & Werner E. Holzinger: Rapid range expansion of Ligurian leafhopper, Eupteryx decemnotata Rey, 1891 (Hemiptera, Cicadellidae), a potential pest of garden and greenhouse herbs, in Europe. - Russian Journal of Entomology 2006, 15(3): 57-63 (PDF).